# Ann Z. Caracristi
Ann Z. Caracristi   (Bronxville, 1 de febrer de 1921 - Washington DC, 10 de gener de 2016) era una criptoanalista, estatunidenca. Va ser Sotsdirectora de l'Agència de Seguretat Nacional (NSA), on va ocupar diverses posicions al llarg d'una carrera de 40 anys. Va servir com a membre del Ministeri de Defensa dels EUA i de la President's Foreign Intelligence Advisory Board (Junta Assessora d'Inteligència Exterior del President). L'any 1975 va esdevenir la primera dona a la NSA que va ser promoguda a una posició de nivell GS-18 en ser nomenada Cap de Recerca i Operacions.

## Biografia
Va néixer a Bronxville, Nova York. Va assistir al Russell Sage College, universitat per a dones a Troy, Nova York, i el 1942 es va graduar en Anglès i Historia. Després de la seva graduació, va ser reclutada pel Army Signal Intelligence Service per treballar com a "trencadora" de codi, amb la recomanació del Degà de Russell Sage. Caracristi va ser enviada a Washington DC, on va assistir als cursos de criptoanàlisi de William Friedman (criptoanalista rus-estatunidenc) on els trencaclosques es feien servir per entrenar als criptògrafs en el reconeixement de patrons.
Durant la Segona Guerra Mundial, la feina de criptografia de Caracristi va ser enfocada cap el desxifrat dels sistemes additius que feien servir les forces militars japoneses i la flota mercant. Va ser reconeguda pel seu talent excepcional per a reconstruir els llibres de codi de l'enemic. Ella i els seus col·legues, havent desxifrat el codi el 14 d'agost de 1945, van ser dels primers americans en saber que el Japó planejava la seva rendició.
Després de la guerra, Caracristi va ser contractada per una agència que més tard va esdevenir part de l'Agència de Seguretat Nacional. El 1959 va ser promocionada primer a una alta posició en el servei civil, i més tard, el 1975, a una posició GS-18 (la posició més elevada dins dels serveis civils) com a Cap de Recerca i Operacions.
El 1980, Caracristi va esdevenir sisè Sotsdirector de la NSA, la primera dona en ocupar aquest lloc. El mateix any va rebre la Distinció al Servei de Civil del Departament de Defensa, el premi més alt donat a civils. Com a Sotsdirectora va ser reconeguda per liderar a les noves generacions de desxifradors de codi i la integració dels ordinadors i l'ús de la tecnologia.
Es va retirar l'any 1982, però va continuar servint en els panells de la Comunitat d'Intel·ligència, inclosa la Junta Consultiva d'Intel·ligència Estrangera del President Clinton (nomenada 1993). El 2003, Caracristi va obtenir un grau honorífic per part de la Universitat Nacional d'Intel·ligència, on cada any es concedeix un premi acadèmic en el seu nom a un estudiant de postgrau d'alt rendiment.
Va viure la major part de la seva vida d'adulta en una casa de camp a Georgetown.
Caracristi va morir el 10 de gener de 2016 a Washington a l'edat de 94 anys.

## Premis
- El 2003, la National Intelligence University li va atorgar un grau honorari.[9]